# Monowi
Monowi (/ˈmɒnoʊwaɪ/ mon-o-wy) è un villaggio degli Stati Uniti d'America della contea di Boyd nello Stato del Nebraska. La popolazione era di 1 persona al censimento del 2010, il che la rende l'unica comunità incorporata negli Stati Uniti con una tale popolazione. Secondo la tradizione "Monowi" significa "fiore" in una lingua dei nativi americani, sebbene non sia stata identificata quale. Le origini del nome parrebbero quindi dovute all'ampia fioritura selvatica che caratterizzava la zona.

## Geografia fisica
Secondo lo United States Census Bureau, il villaggio ha una superficie totale di 0,21 miglia quadre (0,54 km²), tutte occupate da terra. Il villaggio si trova nella parte orientale della contea di Boyd, nella regione nord-orientale del Nebraska. Si trova tra il fiume Niobrara e il più grande fiume Missouri. La comunità più vicina a Monowi è Lynch, situata circa 6,92 miglia (11,14 km) di distanza. Il villaggio si trova circa 193,97 miglia (312,16 km) da Omaha.

## Storia

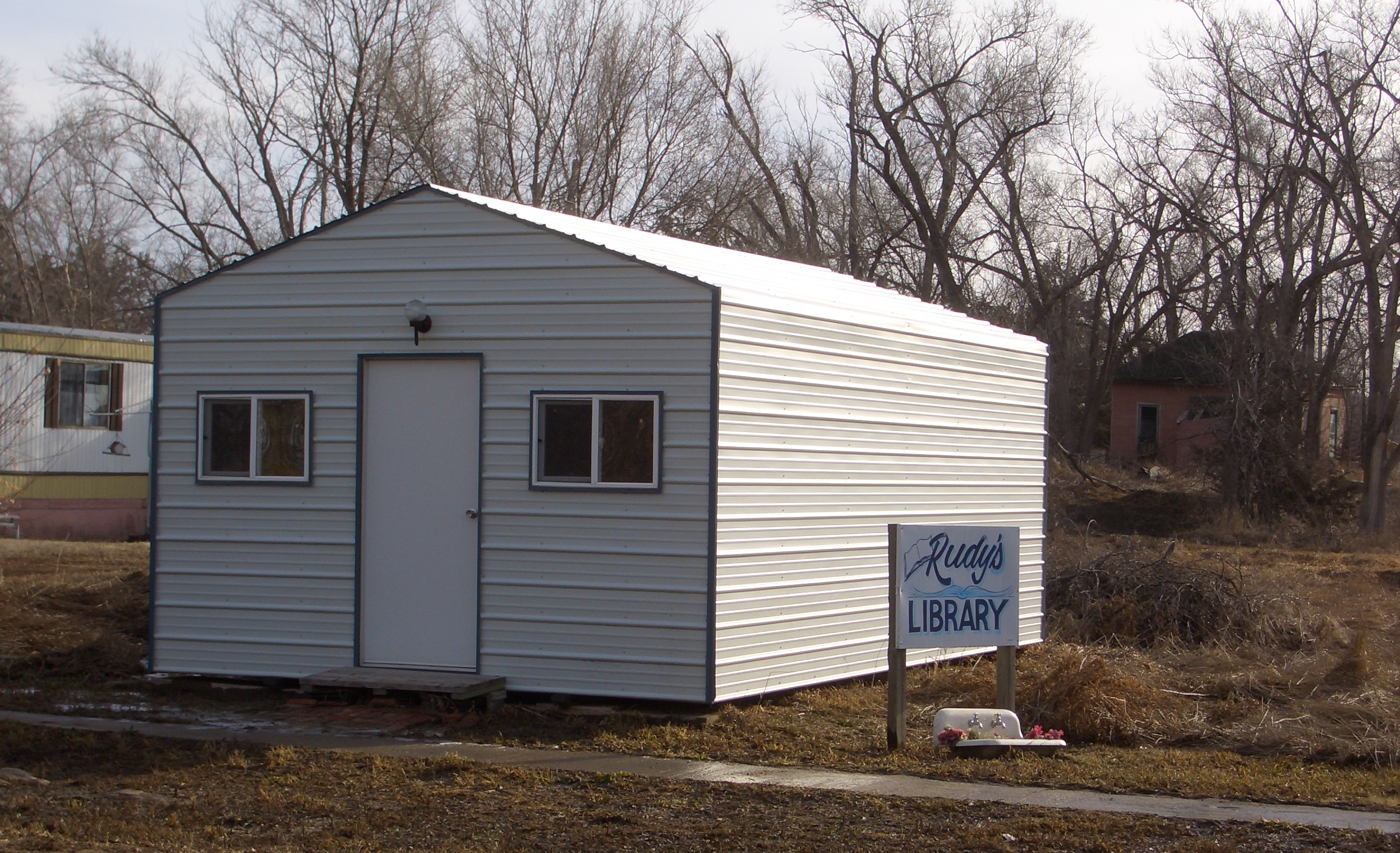
Immagine frontale della "Biblioteca di Rudy"

Monowi è stata pianificata nel 1902 quando la Fremont, Elkhorn and Missouri Valley Railroad è stata estesa fino a quel punto. Un ufficio postale fu creato a Monowi nel 1902, e rimase in funzione fino al 1967.
Gli anni di picco di Monowi risalgono al 1930, quando la popolazione era di 150 abitanti. Come molte altre piccole comunità delle Grandi Pianure, ha perso i suoi abitanti più giovani che sono emigrati verso altre città in crescita più vivace e con posti di lavoro migliori. Durante il censimento del 2000, il villaggio consisteva di 2 abitanti; solo una coppia sposata, Rudy e Elsie Eiler, vivevano lì. Rudy morì nel 2004, lasciando la moglie come unica residente rimasta. In questa veste, Elsie Eiler ricopre il ruolo di sindaco, garantendosi una concessione di licenza per vendita di alcolici, e pagando le tasse a se stessa. Le è richiesto di presentare un piano stradale annuale per ottenere i fondi necessari per il regolare mantenimento della strada e dei quattro lampioni del villaggio.
Nonostante il villaggio sia quasi abbandonato, dispone di una biblioteca intitolata a Rudy Eiler, che custodisce 5.000 libri ed è mantenuta dall'unica abitante. Inoltre, Elsie gestisce una taverna che attira clienti regolari anche da località distanti.

## Società

### Evoluzione demografica
Secondo il censimento del 2010, la popolazione è costituita da una persona, la sindaca Elsie Eiler.